# Caecilia tenuissima
Caecilia tenuissima es una especie de anfibios de la familia Caeciliidae.
Se encuentra en Colombia y Ecuador.
Sus hábitats naturales incluyen bosques tropicales o subtropicales húmedos y a baja altitud, plantaciones, jardines rurales y zonas previamente boscosas ahora muy degradadas.